# Orthoamblystegium
Orthoamblystegium là một chi rêu trong họ Leskeaceae.